# 厄利垂亞國家奧林匹克委員會
厄立特里亞國家奧林匹克委員會（Eritrea National Olympic Committee）是厄立特里亞的國家奧林匹克委員會。該組織成立於1996年，是國際奧委會和非洲國家奧林匹克委員會聯合會的成員。2000年，首次派員參加在澳洲悉尼舉行的夏季奧運會。
現時，厄立特里亞國家奧林匹克委員會的總部設在首都阿斯馬拉，主席是Mr Mehari Tesfai。 

## 資料來源
1. ↑  .   [2014-04-08]. （原始内容存档于2016-08-05）.